# Köyceğiz
Köyceğiz est une ville et un district de Turquie situés dans la province de Muğla.
La ville de Köyceğiz se trouve à l'extrémité nord d'un lac du même nom (le Lac de Köyceğiz (en)) qui est relié à la mer Méditerranée par un canal naturel appelé le delta de Dalyan. Son environnement unique est préservé sous forme de réserve de nature et de faune, avec la zone spéciale de protection environnementale de Köyceğiz-Dalyan (en). Une route ombragée par des arbres mène à la commune qui porte le même nom que le fleuve, Dalyan, située sur la voie navigable intérieure et faisant administrativement partie du district voisin d'Ortaca.
Dalyan est très populaire auprès des visiteurs et son dédale de canaux peut être exploré en bateau. Les restaurants qui bordent les voies navigables sont spécialisés dans le poisson frais. En haut de la falaise, à un coude de la rivière, au-dessus de l'ancienne ville portuaire de Caunos, des tombes ont été sculptées dans les rochers. Le delta du Dalyan, avec une longue plage de sable doré à son embouchure, est une zone de conservation de la nature et un refuge pour les rares tortues Caouannes (Caretta caretta) et des crabes bleus.

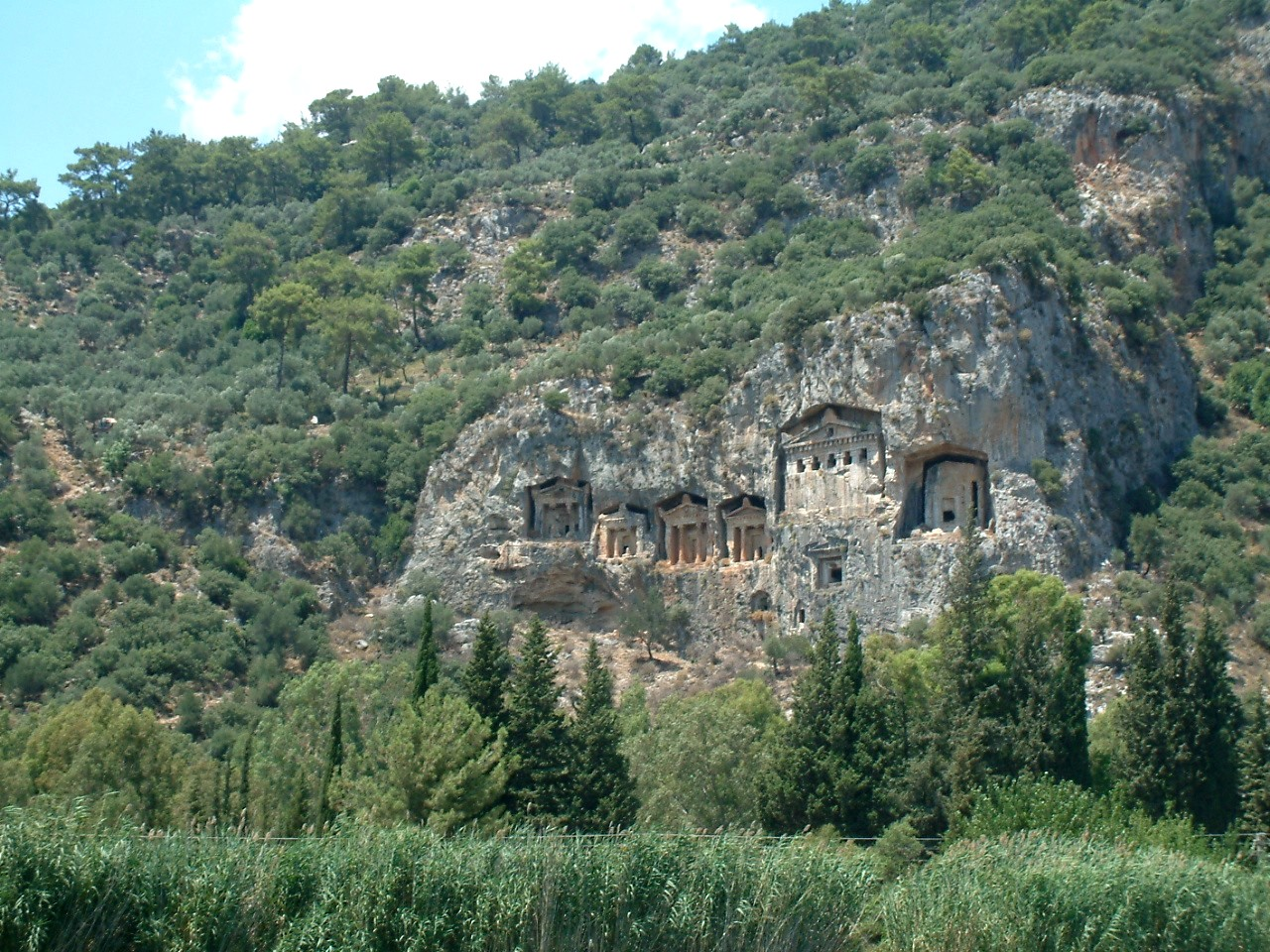
Tombes lyciennes près de Köyceğiz.
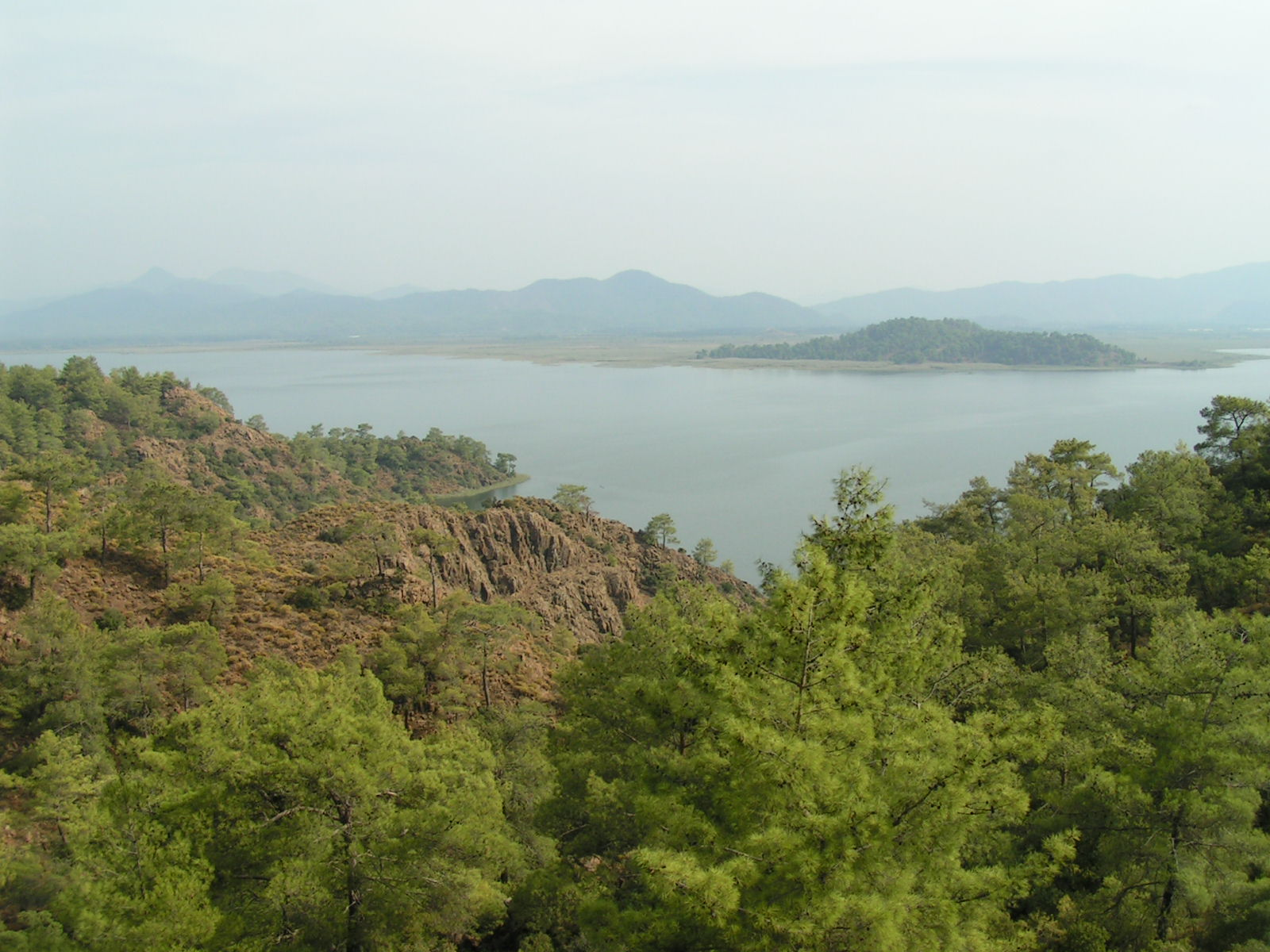
Le lac Köyceğiz vu de la route menant à Ekincik.